# Hypsugo anchietae
Hypsugo anchietae là một loài động vật có vú trong họ Dơi muỗi, bộ Dơi. Loài này được Seabra mô tả năm 1900.